# Ordre de liaison

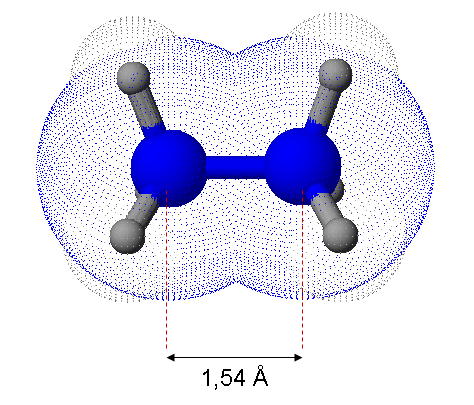
Exemple de liaison simple.

L'ordre de liaison (ou indice de liaison)  est le nombre de liaisons chimiques entre une paire d'atomes.
Par exemple, dans le diazote N≡N, l'ordre de liaison entre les atomes d'azote est 3, de même pour les atomes de carbone de l'acétylène H−C≡C−H alors que pour les liaisons C−H il est de 1.
L'ordre de liaison donne une indication sur la stabilité d'une liaison. Dans une approche plus complexe de la liaison chimique, l'ordre de liaison n'est plus nécessairement un entier. C'est par exemple le cas de la molécule de benzène où une orbitale moléculaire délocalisée contient 6 électrons π au-delà des 6 atomes de carbone, et les liaisons entre ceux-ci ne sont plus simples ou doubles (ordre 1 ou 2) : les électrons π sont partagés par toute la molécule, chaque paire d'atomes de carbone se partageant une demi-liaison π, plus une liaison σ donnant à la liaison un ordre de liaison de 1,5.
Dans la théorie des orbitales moléculaires, l'ordre de liaison est défini comme la différence entre le nombre d'électrons liants et le nombre d'électrons antiliants, le tout divisé par deux, ce qui mène bien souvent au même résultat que la définition précédente. L'ordre de liaison est également une indication de la force de liaison et est aussi utilisée dans la théorie de la liaison de valence.
L'ordre de liaison est un concept utilisé en dynamique moléculaire et en potentiel d'ordre de liaison. L'amplitude de l'ordre de liaison est associé à la longueur de liaison. Selon Linus Pauling en 1947, l'ordre de liaison est décrit expérimentalement par :
{\displaystyle s_{ij}=\exp {\left[{\frac {R_{ij}-d_{ij}}{b}}\right]}}
où {\displaystyle R_{ij}} est la longueur de la liaison simple correspondante, {\displaystyle d_{ij}} est la longueur de liaison mesurée expérimentalement, et b une constante dépendant des atomes. Pauling suggère une valeur de 0,353 pour b. Cette définition de l'ordre de liaison est quelque peu ad hoc et aisée à appliquer seulement dans le cas des molécules diatomiques. Le débat sur une définition standard en mécanique quantique de l'ordre de liaison a été long et dure encore.